# 2008 год в истории метрополитена
В этой статье перечисляются основные  события из истории метрополитенов в 2008 году. Полужирным шрифтом выделены открытия новых транспортных систем.
В этой статье перечисляются основные происшедшие события из истории метрополитенов в 2008 году.

## События

### Первое полугодие
- 7 января — открыты станции «Кунцевская» и «Строгино» Арбатско-Покровской линии Московского метрополитена. Участок «Кунцевская» — «Крылатское» Филёвской линии перешёл к Арбатско-Покровской линии.
- 10 января — переведена в транспортный режим Московская монорельсовая транспортная система Московского метрополитена, открытая 20 ноября 2004 года.
- 13 января — открыт переход между станциями «Чистые пруды» и «Сретенский Бульвар» Московского метрополитена.
- 21 января — открыт западный вестибюль станции «Строгино» Арбатско-Покровской линии Московского метрополитена.
- 16 февраля — после реконструкции открыт вестибюль станции «Владимирская» Петербургского метрополитена.
- 22 февраля — завершено строительство метро в городе Санто-Доминго в Доминиканской Республике. Введён в эксплуатацию в начале 2009 года.
- 9 марта — открыт Гаосюнский метрополитен.
- 20 марта — движение до станции «Марымонт» (A-19) Варшавского метрополитена из режима челночного движения переведено в режим нормальной эксплуатации.
- 23 апреля — открыта станция «Слодовец» (A-20) Варшавского метрополитена.
- 8 мая — на линии С Пражского метро открыт участок IV.C2 длиной 4,6 км с 3-я станциями: «Стрши́жков», «Про́сек», «Ле́тняны».
- 10 мая — на линии U2 Венского метрополитена открыт участок с 5-ю станциями: «Таборштрассе», «Пратерштерн», «Мессе», «Криау», «Стадион».
- 23 мая — на Сырецко-Печерской линии Киевского метрополитена открыта станция «Красный хутор».
- 3 июня — подписан указ о переименовании станций «Деловой центр» и «Битцевский парк» Московского метрополитена в «Выставочную» и «Новоясеневскую». Указом была предусмотрена замена указателей и маршрутных трафаретов Калужско-Рижской линии сроком до 1 июня 2009 года.
- 11 июня — открыт после длительной реконструкции вестибюль станции «Добрынинская» Кольцевой линии Московского метрополитена.
- 14 июня — открыта 300-я станция Парижского метрополитена «Аньер — Женвилье — Ле-Куртий» («Asnières — Gennevilliers — Les Courtilles», Линия 13).

### Второе полугодие
- 3 июля — закрыт на реконструкцию вестибюль станции «Курская» Кольцевой линии Московского метрополитена, совмещённый с Курским вокзалом. Планировалось установить новые эскалаторы. Станция открылась 24 октября 2009 года.[1]
- 6 июля — началось строительство станции «Горьковская» Нижегородского метрополитена (завершилось в ноябре 2012 года).
- 19 июля — открыты сразу 3 линии Пекинского метрополитена:
  - Олимпийская линия
  - Десятая линия Пекинского метрополитена.
  - линия до Аэропорта Пекинского метрополитена.
- 6 августа — станция Ташкентского метрополитена «Дружбы Народов» получила название «Бунёдкор».
- 23 августа — вестибюль станции «Гостиный двор» закрыт в связи с реконструкцией наклонного хода Петербургского метрополитена.
- 7 сентября — открыта станция «Славянский бульвар» на действующем участке «Парк Победы» — «Кунцевская» Арбатско-Покровской линии Московского метрополитена.
- 9 октября — открыта станция «Насими» Бакинского метрополитена.
- 11 октября — в связи с реконструкцией наклонного хода, станция «Горьковская» Петербургского метрополитена закрыта на капитальный ремонт.
- 12 октября — на действующем участке линии Хаммерсмит-энд-Сити Лондонского метрополитена открыта станция «Вуд-лэйн».
- 14 октября — закрыт для ремонта эскалаторов южный вестибюль станции Московского метрополитена «Лубянка».
- 25 октября — открыт участок с тремя станциями Варшавского метрополитена: «Старе Беланы» (A-21), «Вавжишев» (A-22), «Млоцины» (A-23).
- 27 октября — открыта вторая линия Лозаннского метрополитена.
- 20 ноября — открыта Пятая линия Бухарестского метрополитена.
- 28 ноября — открылась после реконструкции станция Арбатско-Покровской линии Московского метрополитена «Электрозаводская».[2].
- 20 декабря — открыты 61-я и 62-я станции Петербургского метрополитена «Звенигородская» (без собственного выхода на поверхность) и «Волковская», с образованием Фрунзенско-Приморской линии.
- 25 декабря — открыта станция «Наньган» Тайбэйского метрополитена.
- 28 декабря — открыты станции Линия A Метрополитена Буэнос-Айреса: «Пуан» и «Карабобо».
- 29 декабря:
  - открыта станция «Проспект Победы» Казанского метрополитена на перекрёстке улицы Зорге и проспекта Победы.
  - открытие реконструированного выхода со станции «Ичери Шехер» Бакинского метрополитена.
  - открыта станция «ТК „Европа“» Волгоградского скоростного трамвая на действующем перегоне «ЦПКиО» — «Площадь Ленина» возле одноимённого торгового центра.

## Происшествия
| Дата    | Метрополитен            | Погибло | Пострадало | События |
| ------- | ----------------------- | ------- | ---------- | --- |
| 25 июня | Московский метрополитен | 0       | 8          | В 16:59 дня отъехавший от станции «Владыкино» поезд начал набирать скорость. На расстоянии 800 м от станции «Владыкино» из-за скола головки рельса последние 4 вагона поезда сошли с рельсов. Было снято напряжение с линии, и около 800 человек было эвакуировано из тоннелей. Из них 8 обратились за медицинской помощью, 1 женщина была госпитализирована с гипертоническим кризом. Погибших нет. Как отметили врачи, все обращения были связаны не с самим чрезвычайным происшествием, а с обострением хронических заболеваний — вероятно, из-за стресса от неожиданной ситуации. Движение на линии полностью восстановлено к утру 26 июня. На время ликвидации последствий от Савёловского вокзала до станции метро «Тимирязевская» курсировало около 200 автобусов. На дорогах из центра в сторону Алтуфьево образовались пробки. |
| 8 июля  | Московский метрополитен | 0       | 0          | Из-за буровых работ была повреждена шахта метрополитена на Серпуховско-Тимирязевской линии между станциями «Южная» и «Чертановская». Рабочие случайно пробили шахту метро, после чего в отверстие стала поступать вода, но на движении поездов это не сказалось. |